# 韋彤
韋彤（1992年8月2日—），原名江怡，女，香港模特兒、藝人。

## 生平
韋彤在14歲時和家人移民香港，其後畢業於新亞中學（中五、修讀文科），2010年簽約 GME 成為新8模成員之一。2011年則與袁聖殷（CoCo）組成女子音樂組合「LemonBeez」，發行過兩張迷你專輯，參演過數部電影作品。2013年，韋彤奉女成婚，表示會以家庭為重，暫時退出娛樂圈。

## 軼聞
- 韋彤的中文寫作能力不俗，她在2010年香港中學會考裡中文科取得不錯成績。
- 志願是成為化妝師[3]。

## 演出作品

### 主持節目（其他）
| 年份   | 節目名     |
| 2010年 | 周末爆機王 |

### 電影
| 首映   | 電影名         | 角色                   |
| 2010年 | 婚前試愛       | Jack 未婚妻            |
| 2011年 | 猛男滾死隊     | Eleven                 |
| 2011年 | 戀夏戀夏戀戀下 | 模特兒                 |
| 2011年 | 喜愛夜蒲       | 蒲友                   |
| 2011年 | 猛鬼愛情故事   | Gigi                   |
| 2012年 | 起勢搖滾       | Alan 妹之朋友          |
| 2012年 | 天生愛情狂     | 戲院吵架情侶           |
| 2012年 | 紮職           | 米雪（Michelle）舊同學 |
| 2013年 | 不二神探       |                        |

### 音樂錄像
| 年份   | 歌名                                | 歌手   | 備註                                       |
| 2010年 | 我就是英雄 （页面存档备份，存于）   | 伍立野 | Gameone《夢幻古龍Online》主題曲 （國語版） |
| 2011年 | 如果愛很簡單 （页面存档备份，存于） | Bro5   |                                            |
| 2012年 | 世界拆散我們 （页面存档备份，存于） | 王梓軒 | 《跑Online》2012年音樂錄像之一 - 韋韋篇    |

## 音樂作品

### 專輯
| 專輯 # | 專輯名稱                          | 專輯類型 | 發行公司 | 發行日期      | 曲目                                                                         |
| 1st    | LemonBeez (EP + Coco 袁聖殷 Doll) | EP       | GME      | 2012年10月5日 | CD 1. 檸檬時空 (國) 2. 邱比特我心 (國) 3. 雨後彩虹橋 (國) 4. 雨後彩虹橋 (粵) |
| 1st    | LemonBeez (EP + Waye 韋彤 Doll)   | EP       | GME      | 2012年10月5日 | CD 1. 檸檬時空 (國) 2. 邱比特我心 (國) 3. 雨後彩虹橋 (國) 4. 雨後彩虹橋 (國) |

## 寫真集
- 2010年6月21日：8模美女館寫真集《girls' look book volume 2 - betrys》

## 廣告
| 年份   | 產品                                                      | 備註     |
|        | Y5Zone X I-Read 電子書+Wifi月費卡                         |          |
| 2010年 | 麥當勞「超值套餐換香港版大富翁2」 （页面存档备份，存于）  |          |
| 2011年 | FACE 210期 - 陽光與海灘 防水DC出擊 （页面存档备份，存于） |          |
| 2011年 | 雀巢「呢啲+茶」 （页面存档备份，存于）                    |          |
| 2011年 | 東瀛遊「自由行」 （页面存档备份，存于）                   |          |
| 2012年 | Sony「NEX-5R 相機」                                       | 平面廣告 |
| 2013年 | 東瀛遊「自由行 - Home Sweet Home 篇」                     |          |

## 其他
- 2011年：《CPU電腦專家》CPU編輯開箱試玩iPad 2  （页面存档备份，存于）  （页面存档备份，存于）
- 2011年：《GAMEWAVE》 × BETRYS 大談GAMEWAVE APPS新功能《完全篇》  （页面存档备份，存于）

## 外部連結
- 韋彤的Facebook專頁
- 韋彤的Facebook專頁 - Fan Page
- GME 環球狂熱 - 江怡 - 官方檔案
- 韋彤在香港影庫上的簡介